# 类似乡级单位
类似乡级单位，指“民政部门未确认的乡级单位”。该名词是《统计用区划代码和城乡划分代码编制规则》（国统字〔2009〕91号）中，为便于开展经济及人口统计，而提出的一个统计分类术语。类似乡级单位的统计用区划代码乡级代码号段为“500～599”。
类似乡级单位是有自己的管辖区域，且与乡级行政区人民政府具有类似管理职能的各类单位（组织）。其类型包括开发区、科技园、大学城、公司、农场、牧场、种畜场、林场、渔场、果园、国家公园、监狱等。
根据《中华人民共和国宪法通释》，经济开发区等类型的区划属于地方政府为发展当地经济，在某一区域设立的一类特殊区域，“这些经济开发区不得设立政权机关，也不是一级行政区划”。尽管“类似乡级单位”不属于中华人民共和国行政区划中的类别，但统计部门为便于统计调查，仍为此类单位编制了代码。一些管辖乡、镇的县处级行政管理区亦会在统计上定义为“类似乡级单位”，譬如云南省昆明市的昆明倘甸产业园区轿子山旅游开发区。